# Клэридж, Стив
Стивен Эдвард Клэридж (англ. Stephen Edward Claridge; род. 10 апреля 1966, Портсмут, Англия) — английский футболист, нападающий, тренер.

## Карьера
Кларидж родился в Портсмуте и вырос в Тичфилде, деревне недалеко от Фарехама, и посещал общинную школу Брукфилда в Сарисбери-Грин. Он был усыновленным ребенком. Стивен — воспитанник «Портсмута», но за основной состав, Клэридж сыграет только в 1998 году, в возрасте 22 лет. Клэридж дебютировал в профессионально футболе за клуб «Фарем Таун» в Южной Лиге. Затем, в 1984 году он перешел в «Борнмут», играющий в футбольной лиге. Тем не менее, после семи игр и одного гола, Стив отправился в «Уэймут». В октябре 1988 года Клэридж перебрался в «Кристал Пэлас», но не сыграв ни одного матча, ушел в «Олдершот».
Последний матч провёл в августе 2017 в возрасте 51 года.